# Češko-slovenski literarni stiki
Pod češko-slovenskimi literarni stiki razumemo v glavnem prevajanje leposlovja iz češčine v slovenščino in obratno ter vzajemno obdelavo tem v literaturi. Začetki segajo v 16. stoletje.

## Čehi v slovenski literaturi

### Do 1848
Za prve izpričane vire češko-slovenskih literarnih stikov veljata Stiški rokopis, pri katerem sta sodelovala dva Čeha, in Žički rokopis, ki je pisan v stari češčini. Več čeških besed sta v svojih slovarjih prevzela Hieronim Megiser (1592 in 1603) in Marko Pohlin (1781), ki je v slovar vključil okoli 60 čehizmov. Leta 1822 je Peter Dajnko  po zgledu češke slovnice Josefa  Dobrovskega priredil slovensko; po istem zgledu je slovnico napisal tudi Franc Metelko. Zgled za delitev glagola po nedoločniški osnovi je od Čehov prevzel Urban Jarnik v Etymologikonu (1832).

### 1848–1918
Sredi 19. stoletja so pisali Slovenci  o češki literaturi predvsem v Slovenski bčeli in Ljubljanskem glasniku. Leta 1851 sta bili v slovenščino prevedeni dve igri Jana N. Štěpánka. Kraljedvorski rokopis (COBISS) je leta 1855 v celoti izšel v prevodu Frana Levstika in je prva samostojna češka izdaja v slovenščini.
Za literarne stike so bili najbolj zaslužni slovenski študentje v Pragi: Franjo Marn, France Rebec, Fran Gerbič in Josip Stare. Franjo Marn je leta 1867 napisal prvo češko slovnico za Slovence, Rebec pa je v letu 1866 prevedel deli Jožefa Erbena Vojvodstvo Kranjsko (COBISS) in Vojvodstvo Koroško (COBISS).
Leta 1901 so Masarykovi privrženci v Ljubljani pripravili zborovanje, temu je sledila brošura z naslovom Kaj hočem. V tem obdobju je izhajala tudi revija Naši zapiski, v kateri so bile objavljene Masarykove razprave in članki.
Češka poezija pri Slovencih ni vzbudila velikega zanimanja. Leta 1903 je izšel roman v verzih Josefa Svatopluka Macharja Magdalena (COBISS), pet let kasneje pa satirična pesnitev Karela Havlíčká Borovskega Krst sv. Vladimira (COBISS). Prvi prevod Máchovega Maja je iz leta 1911. 
Več zanimanja so Slovenci pokazali pri prevajanju proznih del, največkrat so bila prevedena besedila z zgodovinsko temtiko, in sicer dela Svatopluka Čecha, Aloisa Jíraska in Juliusa Zeyerja ter dela Božene Němcove in Jana Nerude, v katerih so predstavljeni ljudje in običaji.
Poleg prevoda Jurčič-Levstikovega Tugomera iz leta 1882 so Čehi prevedli še Funtkovo dramo Za hčer, enodejanko Zofke Kveder Ljubezen in Aškerčevo dramo Svet sv. Jurija. Leta 1905 je bila v Pragi krstno uprizorjena Cankarjeva drama Za narodov blagor.

### Po 1918
Pomembna za ohranjanje in nadaljevanje stikov je bila slovenska univerza, ustanovljena 1919. 
Leta 1930 je Masaryk postal častni doktor ljubljanske univerze, javnosti je bil predstavljen s knjižico Masarykova čitanka (1930), s prevodom Svetovna revolucija, 1937. 
Zadnja številka revije Ljubljanski zvon je bila v celoti namenjena češki literaturi; Oton Župančič je v njej prispeval pesem Obup, ki je nastala pod vtisom češke tragedije. Leta 1939 je bila češki književnosti posvečena tudi revija Obzorja.
Po 1. sv. vojni so izšle tri knjige v verzih: Bezručeve Šlezke pesmi, Macharjev Strup iz Judeje in Lahova antologija češke poezije 19. stoletja. 
Največkrat prevajan avtor je bil Karel Čapek (16 knjig, s ponatisi). 
Najbolj znani prevajalci: Dušan Baran, Joža Glonar, Zdenka Škerlj-Jerman.

## Slovenci v češki literaturi

### Do 1849
Za Slovence se je zanimal Josef Pavol Šafárik, ki je v Zgodovini slovanskega jezika in literature vseh narečij leta 1826 na 17 straneh obravnaval tudi slovenščino. Gradivo za drugo izdajo mu je poslal Matija Čop; Urban Jarnik idr. pa so mu priskrbeli gradivo za Slovanský národopis in Slovanský zeměvid (1842). František Ladislav Čelakovský se je ukvarjal z zbiranjem slovanskih narodnih pesmi; v svojo zbirko je leta 1825 vključil tudi slovenske narodne pesmi. Čelakovský je 1832 podal pozitivno kritiko poeziji Franceta Prešerna in štiri njegove pesmi tudi prevedel. Urban Jarnik (1814) je prevedel 13 basni iz češke priredbe Ezopa in 100 čeških pregovorov. Do srede 19. stoletja so Čehi prevzeli v slovarje več slovenskih besed, obdržalo se jih je le okoli dvajset.

### 1848–1918
Po 1848 je bilo v češkem tisku zaslediti prispevke, ki so jih prevzemali iz Bleiweisovih Novic, krajše prevode Janeza Trdine, Davorina Trstenjaka, Josipine Turnograjske ter pravljice in ljudske pesmi. Čehi so razpravljali (1854) tudi o Levstikovih Pesmih. Prijateljevanje Matije Majarja – Ziljskega z Boženo Němcovo je vplivalo na izid narodopisnega članka, ki je seznanjal Čehe s slovensko literaturo.
Jan Neruda leta 1869 v več feljtonih opiše Notranjsko, kjer je živel prijatelj Franjo Marn. Pomembna  pri ohranjanju literarnih stikov sta bila Matija Murko, ki je bil leta 1909 izvoljen za častnega doktorja na praški univerzi in je leta 1913 postal dopisni član Češke akademije znanosti in umetnosti ter  Josef Skrbinšek, ki je kot profesor na Češkem pisal o slovenski kulturi ter prevajal in si prizadeval za ustanovitev slovenskega lektorata.
Veliko zanimanja je Čehom vzbudil Prešeren: leta 1882 je izšel prevod njegovih pesmi, katere obsežno uvodno študijo je napisal F. Penížek. Jan Gebaurer je Prešerna prvič omenil v Slovník nauční (1867). Sledili so prevodi Gregorčičevih pesmi; obsežno študijo le-teh je napisal Dominik Stříbrný (1882). Poezija in druga slovenska literarna dela so bila objavljena v  reviji Slovanský přehled, ki je začela izhajati 1898.
V češčino so bili prevedena nekatera dela Ivana Tavčarja, Janka Kersnika, Frana Erjavca, Pavline Pajk, Janeza Trdine, Davorina Trstenjaka, Miroslava Vilharja, Josipa Vošnjak, Etbina Kristana in Frana Govekarja.  V češčini je največ del Zofke Kveder, ki je med letoma 1900 in 1906 živela v Pragi; tako nekatera njena dela sploh niso izšla v slovenščini. 
Po otvoritvi Deželnega gledališča v Ljubljani leta 1892, so se na slovenskih odrih uprizarjala tudi številna češka dramska dela.

### Po 1918
Po 1. sv. vojni je Praga postala slavistično središče.
Oton Berkopec je vodil oddelek za južnoslovanske književnosti v Brnu, skrbel je za stalen dotok literarnih in strokovnih slovenskih knjig. Prevajalec Bohuš Vybíral je zaslužen za 25 prevodov slovenskih del v češčino. Po 2. sv. vojni sta o slovenski literaturi pisala Viktor Koudělka in František Benhart, ki je redno pisal za revijo Sodobnost. 
Pomembni kulturni in politični stiki do 1918 so obravnavani v monografiji Češi a Jihoslované v minulosti (1975). 
Pol letu 1918 je v Pragi in Brnu študiralo ali se študijsko izpopolnjevalo veliko slavistov: Anton Bajec, France Bezlaj, Oton Berkopec, Marja Boršnik, Marko Dvořák, Tomo Korošec, Božena Orožen, Fran Petre, Boris Urbančič, Josip Vidmar, Ada Vidovič Muha.
Med obema vojnama so društva za pospeševanje medosebnega sodelovanja, t. i. lige, poskrbela, da se literarni in politčni stiki niso pretrgali. 1930–40 je v Pragi izhajalo glasilo Češkoslovensko-jihoslavanská revue, v kateri so bili tudi članki o kulturi. 
Leta 1925 izide Bratrská poesie – izbor pesmi Cankarja, Ketteja, Gradnika, Gregorčič idr. Najbolj prevajan pesnik je bil Oton Župančič. Kasneje so prevedli tudi dela Svetlane Makorovič, Kosovela, Kocbeka  idr.  Kopičijo se prevodi Cankarjeve proze in prozna dela Antona Ingoliča, Prežihovega Voranca, Branke Jurca, Vladimirja Levstika, Ele Peroci, Bena Zupančiča. V antologijio slovenskega pripovedništva, ki jo je uredil Vojtěch Měrka je zastopanih 23 avtorjev od Jurčiča naprej.
Najbolj znani prevajalci: Jan Čarek, Zdenka Hásková, Josef Hora.